# Gabinet de govern d'Àustria 2000-2003
El primer govern de Wolfgang Schüssel va començar el 4 de febrer de 2000, i va acabar el 28 de febrer de 2003. Fou un govern de coalició del Partit Popular d'Àustria (ÖVP) i del Partit Liberal d'Àustria (FPÖ).
| XXI Legislatura (04-02-2000/28-02-2003) |
| Canceller: Wolfgang Schüssel (ÖVP)      |

| 4 de febrer de 2000                                        | 2 de març de 2000                      | 24 d'octubre de 2000                     | 13 de novembre de 2000                   | 18 de febrer de 2002                                      | 18 de febrer de 2002                                            |
| Vicecanceller, Treball Públic i Esports                    | Susanne Riess-Passer (FPÖ)             | Susanne Riess-Passer (FPÖ)               | Susanne Riess-Passer (FPÖ)               | Susanne Riess-Passer (FPÖ)                                | Susanne Riess-Passer (FPÖ)                                      |
| Afers Exteriors                                            | Benita Ferrero-Waldner (ÖVP)           | Benita Ferrero-Waldner (ÖVP)             | Benita Ferrero-Waldner (ÖVP)             | Benita Ferrero-Waldner (ÖVP)                              | Benita Ferrero-Waldner (ÖVP)                                    |
| Educació, Ciència i Cultura                                | Elisabeth Gehrer (ÖVP)                 | Elisabeth Gehrer (ÖVP)                   | Elisabeth Gehrer (ÖVP)                   | Elisabeth Gehrer (ÖVP)                                    | Elisabeth Gehrer (ÖVP)                                          |
| Finances                                                   | Karl-Heinz Grasser (FPÖ)               | Karl-Heinz Grasser (FPÖ)                 | Karl-Heinz Grasser (FPÖ)                 | Karl-Heinz Grasser (FPÖ)                                  | Karl-Heinz Grasser (FPÖ)                                        |
| Interior                                                   | Ernst Strasser (ÖVP)                   | Ernst Strasser (ÖVP)                     | Ernst Strasser (ÖVP)                     | Ernst Strasser (ÖVP)                                      | Ernst Strasser (ÖVP)                                            |
| Justícia                                                   | Michael Krüger (FPÖ) fins al 02.03.00  | Dieter Böhmdorfer (FPÖ) des del 02.03.00 | Dieter Böhmdorfer (FPÖ) des del 02.03.00 | Dieter Böhmdorfer (FPÖ) des del 02.03.00                  | Dieter Böhmdorfer (FPÖ) des del 02.03.00                        |
| Agricultura, Silvicultura i Medi Ambient                   | Wilhelm Molterer (ÖVP)                 | Wilhelm Molterer (ÖVP)                   | Wilhelm Molterer (ÖVP)                   | Wilhelm Molterer (ÖVP)                                    | Wilhelm Molterer (ÖVP)                                          |
| Defensa                                                    | Herbert Scheibner (FPÖ)                | Herbert Scheibner (FPÖ)                  | Herbert Scheibner (FPÖ)                  | Herbert Scheibner (FPÖ)                                   | Herbert Scheibner (FPÖ)                                         |
| Seguretat Social, Generacions i Protecció dels Consumidors | Elisabeth Sickl (FPÖ) fins al 24.10.00 | Elisabeth Sickl (FPÖ) fins al 24.10.00   | Herbert Haupt (FPÖ) des del 24.10.00     | Herbert Haupt (FPÖ) des del 24.10.00                      | Herbert Haupt (FPÖ) des del 24.10.00                            |
| Transport, Innovació i Tecnologia                          | Michael Schmid (FPÖ) fins al 13.11.00  | Michael Schmid (FPÖ) fins al 13.11.00    | Michael Schmid (FPÖ) fins al 13.11.00    | Monika Forstinger (FPÖ) des del 13.11.00 fins al 18.02.02 | Mathias Reichhold (FPÖ) des del 18.02.02 fins final legislatura |
| Economia i Treball                                         | Martin Bartenstein (ÖVP)               | Martin Bartenstein (ÖVP)                 | Martin Bartenstein (ÖVP)                 | Martin Bartenstein (ÖVP)                                  | Martin Bartenstein (ÖVP)                                        |

| 4 de febrer de 2000                                        |                       |
| Cancelleria                                                | Franz Morak (ÖVP)     |
| Finances                                                   | Alfred Finz (ÖVP)     |
| Seguretat Social, Generacions i Protecció dels Consumidors | Reinhart Waneck (FPÖ) |
| Economia i Treball                                         | Mares Rossmann (FPÖ)  |